# Ōmoto
Ōmoto (大本教, Ōmoto-kyō) est un mouvement religieux fondé au Japon en 1892 par Nao Deguchi, sur le culte du dieu Konjin. Issu du Shinto, Ōmoto tend vers une reconnaissance des kamis. Le leader le plus charismatique en fut Onisaburo Deguchi, gendre de Nao. Depuis 2001, Ōmoto est dirigé par Kurenai Deguchi (la cinquième dirigeante de son histoire).
De 1925 jusqu’en 1933, le mouvement envoya des missionnaires en Europe pour recruter des adeptes en présentant Deguchi Onisaburo comme le Messie qui unifierait le monde.
Ōmoto reconnaît d’autres dieux (kamis) comme Ookunitokotachi, Ushitora et Hitsujisaru. Ōmoto considère aussi Louis-Lazare Zamenhof, le fondateur de l’espéranto, comme un dieu. Cependant tous ces dieux seraient les différents aspects d’un seul. 
Le sympathisant le plus connu du mouvement est le fondateur de l’aïkido, Morihei Ueshiba. Aux sièges de Ōmoto à Ayabe et à Kameoka, on peut pratiquer l’aikido selon le fondateur O Sensei Ueshiba et le Ōmoto-budō qui est légèrement différent.
Les deux principaux complexes religieux Ōmoto sont le Baisho-en à Ayabe et le Ten'on-kyo à Kameoka.

## Fondation
Le mouvement voit le jour en 1892, année au cours de laquelle Nao Deguchi aurait reçu la visite d’un kami qui se serait présenté comme étant Ushitora no Konjin. Celui-ci lui aurait raconté s’être laissé convaincre par d’autres kamis de « vivre » en retrait sur l’île Me-shima (de l’archipel Danjo-guntō, à l’ouest de Kyūshū), tandis que les autres dirigeraient le monde. Mais 3 000 ans plus tard, Ushitora no Konjin sortant de sa retraite aurait constaté un désastre et décidé de reprendre le monde en mains. Il aurait alors choisi Nao Deguchi pour s’exprimer et fonder un mouvement, qui décidera alors de transcrire sur papier sous écriture automatique les instructions du kami, plutôt que de le laisser s’exprimer par sa voix. Au cours de sa vie, environ 200 000 pages auront été écrites par la fondatrice, le fameux ofudesaki.
Quelques années plus tard Nao rencontre un jeune garçon, Kisaburo Ueda, qui deviendra Onisaburo Deguchi, son gendre et cofondateur du mouvement. Celui-ci aurait également reçu la visite d’un kami qui l’aurait guidé vers une grotte du mont Takakuma, où il aurait vécu une instruction spirituelle à travers une série d’expériences extra-corporelles. Lorsqu’ils se rencontrent par hasard, Nao et Kisaburo pensent immédiatement à une coïncidence organisée par leur kami respectif. Ils décident alors de collaborer, le jeune garçon s’occupant de rédiger correctement les textes transmis à la fondatrice par le kami via l’écriture automatique. Bien qu’il ait épousé la cinquième fille de Nao, la présidence du mouvement restera toujours attribuée à une femme, selon les préconisations d’Ushitora no Konjin. Dans la tradition Ōmoto, ces dirigeantes sont toutes censées être directement guidées par cet esprit, ou ce dieu.
L’île Me-shima est l’objet d'un rituel effectué tous les cinq ans par les adeptes Ōmoto. La grotte du mont Takakuma est également inscrite dans le calendrier des célébrations, comme lieu emblématique du cofondateur. La fondatrice elle-même avait été initiée par le groupe spirituel médiumnique Konkokyo, fondé par Bunjiro Kawate. 

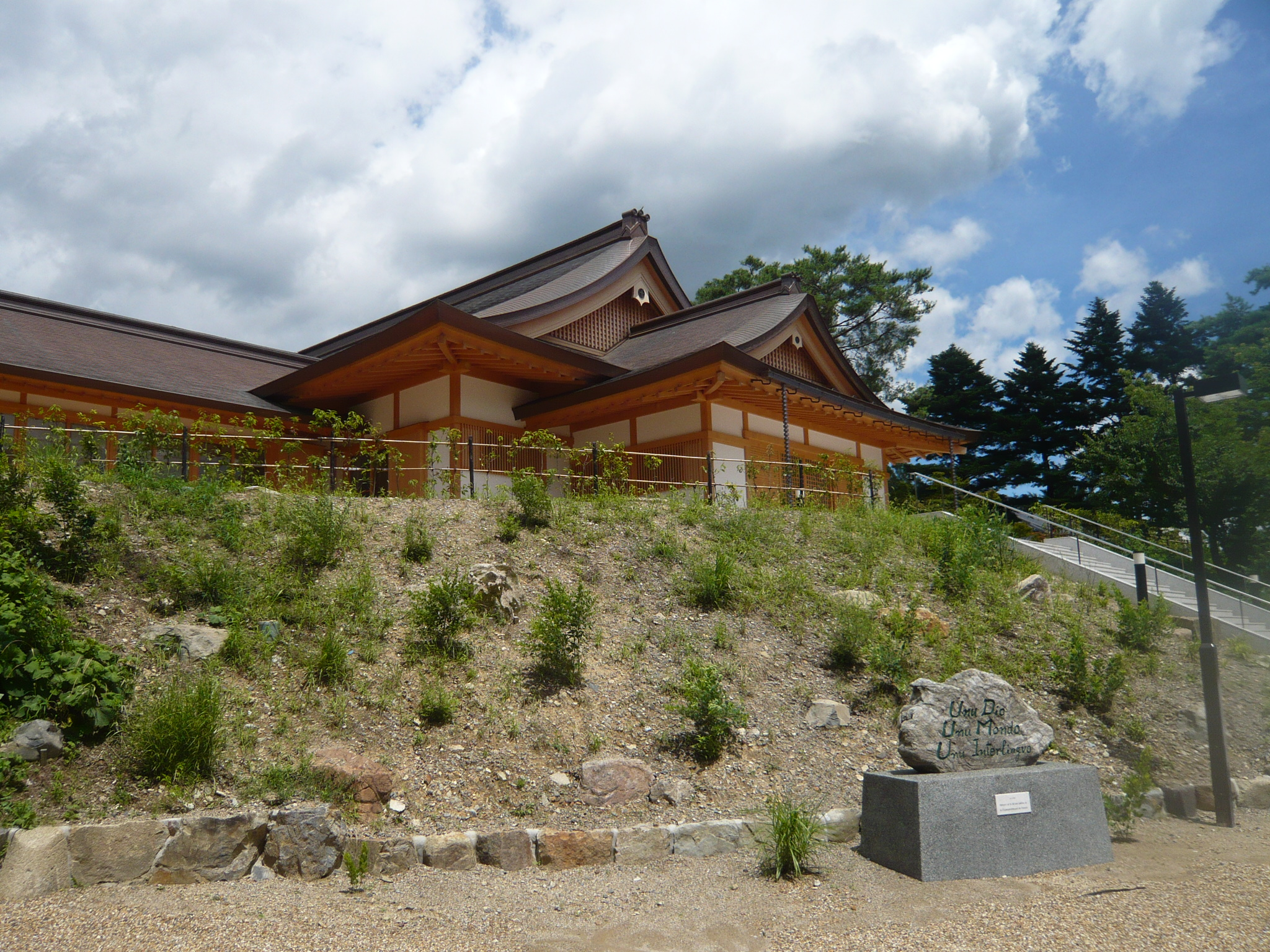
Le centre Oomoto de Kameoka et sa stèle « Unu Dio, Unu Mondo, Unu Interlingvo »
(Un dieu, un monde, une interlangue)

### Textes de référence
Le texte fondateur est celui rédigé par Nao Deguchi tout au long de sa vie, en écriture automatique, sous l’influence directe du kami Ushitora no Konjin. La version originale, c’est-à-dire issue de la main même de la fondatrice, se nomme Ofudesaki, qui signifie « Écrits au fil du pinceau ». Ce titre avait été emprunté aux textes rédigés par Miki Nakayama, fondatrice du mouvement spirituel Tenrikyō. La version améliorée par Onisaburo Deguchi, écrite dans un japonais beaucoup plus littéraire, est appelée Ōmoto shinyū (大本神諭), ou « Révélations de l’Ōmoto », et comporte de nombreuses suspicions d’altérations du texte original, dues à un travail de censure exercé par le pouvoir impérial japonais de l’époque.
Le second corpus consiste en la retranscription écrite des enseignements spirituels dictés de vive voix par Onisaburo Deguchi. L’ensemble est réuni en 81 volumes sous le titre global de Reikai monogatari, traduit par « Récit du monde spirituel ». Ces textes serviront plus tard de base à un autre mouvement religieux, le Aizen-en.

## Les dates festives

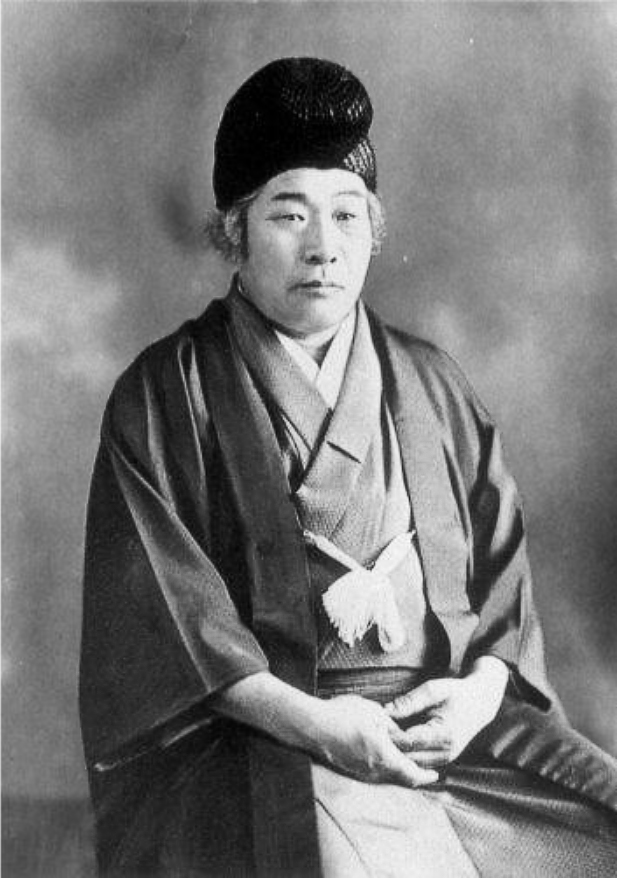
Onisaburo Deguchi

### Setsubun le 3 février
Ōmoto ajoute à cette fête traditionnelle de la fin de l’hiver, célébrée par tous au Japon, une signification particulière. C’est en effet pendant le setsubun de 1892 que la fondatrice Nao Degushi aurait reçu la visite d’un kami (esprit ou dieu), lui délivrant un message universel de paix, initiant la nouvelle religion. À cette occasion les fidèles sont invités à opérer un grand rituel de purification, pour eux-mêmes, leur famille et l’univers. Les fidèles écrivent préalablement leur nom et adresse sur un bordereau de papier, sur lequel est imprimé la figure symbolique d’un être humain. Ces bouts de papier, qui représentent alors chacune des personnes, sont ensuite envoyés au centre Ōmoto d’Ayabe, le Baisho-en, où ils seront rassemblés, le 3 février, dans des jarres en terre cuite, afin que des prêtres et prêtresses les chargent de prières toute la nuit durant, avant de les abandonner dans les eaux du fleuve Wachi, qui termineront de les purifier. Ce rituel est censé « laver » les fidèles et leur famille de malheurs potentiels pour l’année à venir.

### Festival de printemps le 5 mai
Célébré sur le site d’Ayabe, cet événement réfère à une croyance messianique présente dans certains courants bouddhiques et adoptée par le shinto, à savoir l’avènement de Maitreya, le prochain grand bouddha. L’idée d’une célébration est décidée en 1928, alors que le cofondateur Onisaburo Deguchi prend conscience le 3 mars d’avoir atteint l’âge de 56 ans et 7 mois, un âge vécu comme une coïncidence numérologique divine. En effet, le nombre 567 aurait été attribué par le Shakyamuni à la venue de Miroku (transcription japonaise de Maitreya). Chaque 5 mai, les fidèles sont donc conviés à des prières destinées à réaliser cet avènement.

### Festival d'été
Organisé au centre Ōmoto de Kameoka, ce festival (matsuri) commence chaque onzième jour du septième mois lunaire, c'est-à-dire durant le mois d'août, et coïncide avec des fêtes traditionnelles d’été. Il honore la naissance d’Onisaburo Deguchi et son rôle essentiel pour le salut de l'Humanité. La nuit qui précède, des poèmes sont chantés à haute voix, puis les fidèles s'engagent dans des prières pour la paix et le bien dans le monde. La célébration se termine par des danses traditionnelles, dont celle du Miroku (Miroku-odori) censée attirer l’embarcation de Maitreya.

### Festival d'automne le 6 novembre
Il se tient au Baisho-en d’Ayabe, en l’honneur de la fondatrice Nao Deguchi et de ses œuvres pour le bien de l’humanité. Les fidèles en profitent également pour accueillir la récolte du riz nouveau, comme il est de tradition au Japon.  